# Hans Erbring
Hans Werner Erbring (* 29. Oktober 1903 in Coswig, Anhalt; † 25. März 1982 in Bergisch Gladbach) war ein deutscher Chemiker und Hochschullehrer.
Erbring studierte Chemie an der Universität Leipzig und war akademischer Schüler von Wolfgang Ostwald. Seit 1923 gehörte er der Leipziger Burschenschaft Germania an. Er wurde 1930 mit einer Arbeit „Über die flüssig-flüssige Entmischung der Natronseifen höherer Fettsäuren mit Natriumsulfat und die Beziehungen dieser Systeme zur Phasenregel“ promoviert und habilitierte sich 1936 mit „Untersuchungen über die Spinnbarkeit flüssiger Systeme“. Zum 1. Mai 1933 trat er der NSDAP bei (Mitgliedsnummer 1.961.599).
Er leitete über 20 Jahre die chemische Forschung der Firma Madaus und war bis 1967 der erste Nachkriegsvorsitzende der 1949 neugegründeten Kolloid-Gesellschaft.